# 莱斯普卢加卡尔瓦
莱斯普卢加卡尔瓦，是西班牙加泰罗尼亚莱里达省的一个市镇。 总面积22平方公里，总人口432人（2001年），人口密度20人/平方公里。

## 友好城市
- 法國 阿列省科讷